# جيروم روبنسون
جيروم روبنسون (22 فبراير 1997 برالي في الولايات المتحدة - ) (بالإنجليزية: Jerome Robinson)‏ هو لاعب كرة سلة أمريكي في مركز مدافع مسدد الهدف. لعب مع لوس أنجلوس كليبرز وBoston College Eagles men's basketball ‏.

## وصلات خارجية
- جيروم روبنسون على موقع إن بي أي (الإنجليزية)
- جيروم روبنسون على موقع سبورتس رفرنس (الإنجليزية)
- جيروم روبنسون على موقع كرة السلة الأوروبية.كوم (الإنجليزية)
- جيروم روبنسون على موقع إي إس بي إن.كوم (الإنجليزية)
- جيروم روبنسون على موقع كلية كرة السلة في سبورتس رفرنس.كوم (الإنجليزية)
- جيروم روبنسون على موقع ريلجم (الإنجليزية)
- جيروم روبنسون على موقع سبورتس رفرنس (الإنجليزية)